# John Johanson

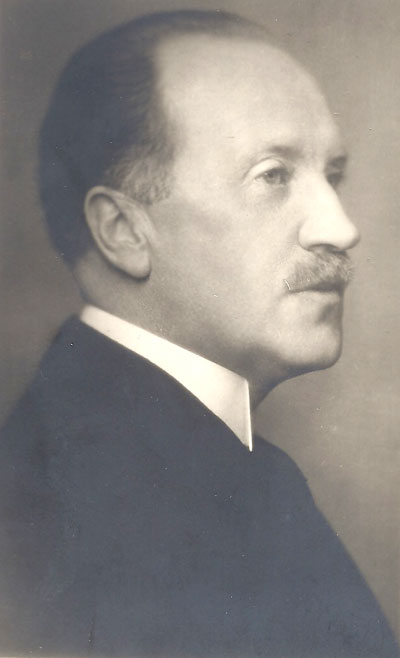
John Johanson

Per Johan (John) Johanson, född 13 februari 1875 i Stockholm, död 16 augusti 1961 i Kungsholms församling, Stockholm, var en svensk baryton och bankkamrer. 
John Johanson var son till Peter Johanson, försäkringsman vid Allmänna Brand, och Sara Wilhelmina Hedberg men blev faderlös som 10-åring och några år senare avled hans mor. Han blev i december 1888 springpojke vid Enskilda Banken. Där avancerade han sedan till bankkamrer vid notariatavdelningen, där han bland annat hade hand om Alfred Nobels efterlämnade papper och stannade till sin pensionering.
I sin ungdom tog han sånglektioner för Carl August Söderman, Algot Lange och han berättade i en intervju att han lärde sig mycket av Franz Neruda under tiden i Musikföreningen, där han snart blev solist. Han var baryton med både ljust och mörkt register men sjöng ofta basbarytonpartier. Han kom mest att ägna sig åt kyrkomusik och sjöng solo i många stora oratorier och passioner. Han framträdde i Stockholms kyrkor och under ett tiotal år sjöng han Kristus i Bachs Matteuspassionen i Engelbrektskyrkan. Han var solist i KFUM-kören – De svenske. Han började i  Musikföreningens kör på 1890-talet och var sedan solist i föreningen 1906–1923. I Nya Filharmoniska sällskapet var han solist i flera mässor och kantater. Han sjöng flera gånger bassolopartiet i Beethovens nionde symfoni i Stockholms Konsertförening bland annat under ledning av Wilhelm Furtwängler och i Göteborgs Konserthus när verket för första gången uppfördes där under Wilhelm Stenhammars ledning.
Den 16 juni 1919 tilldelades han Litteris et Artibus.
Johanson gifte sig 1908 med Annie Wester, som var dotter till Philip Wester. Deras tre barn antog släktnamnet Jering: dottern Birgit, dottern Greta, gift med Leif Belfrage, och sonen Per-Gunnar. Makarna Johanson är begravda på Norra begravningsplatsen utanför Stockholm.